# Свешников, Михаил Иванович
Михаил Иванович Свешников  (1873 — ?) — станичный атаман, депутат Государственной думы Российской империи I созыва от Оренбургской губернии.

## Биография

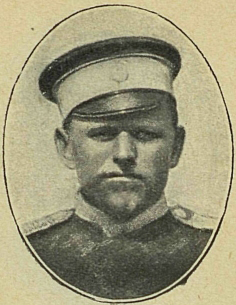
М. И. Свешников, 1906 г.

Православный по вероисповеданию. Из казаков. Окончил приходское училище. Станичный атаман ст. Бобровская Ключевской волости Троицкого уезда Оренбургской губернии. Почётный станичный судья. Занимался сельским хозяйством. Примыкал к Партии Народной Свободы либо, по другим сведениям, был её членом, либо вообще  был беспартийным. Признавал необходимой отмену исключительных законов.
20 апреля 1906 года был избран в Государственную думу I созыва от общего состава выборщиков Оренбургского губернского избирательного собрания. По одним сведениям, вошёл в Трудовую группу,  однако сами трудовики в изданиях своего Санкт-Петербургского комитета  характеризуют его как беспартийного. Поставил свою подпись под заявлением об образовании Комиссии по расследованию преступлений должностных лиц. Участвовал в прениях по вопросу о мобилизации казачьих войск.
Дальнейшая судьба неизвестна.